# Cortesie per l'auto
Cortesie per l'auto è un programma televisivo italiano in onda su Motor Trend dal 13 aprile 2020 per un totale di 9 puntate; il titolo richiama un altro programma trasmesso da Real Time, Cortesie per gli ospiti.

## Trama
In ogni puntata, i tre conduttori esamineranno il modo in cui due proprietari di auto curano, guidano e conoscono la propria automobile attraverso un’analisi estetica, meccanica e una prova su pista per decretare insieme il vincitore, il quale riceverà come premio un trofeo a forma di portachiavi; ogni puntata è incentrata su una tematica automobilistica specifica.
I giudici sono Emanuele Sabatino, Vicky Piria e Marcello Mereu, rispettivamente meccanico ed influencer automobilistico, pilota e commentatrice di eventi sportivi sui canali di Sky Italia e car detailer.

## Episodi

### Prima edizione
| Episodio | Titolo          | Prima TV Italia | Auto in sfida                  | Auto in sfida                   |
| -------- | --------------- | --------------- | ------------------------------ | ------------------------------- |
| 1        | Lusso           | 13 aprile 2020  | Ferrari 488 Spider             | Lamborghini Aventador SV        |
| 2        | Sogno americano | 20 aprile 2020  | Ford Mustang GT del 2008       | Ford Mustang Coupe del 1967     |
| 3        | Spiaggine       | 27 aprile 2020  | Ferves Ranger                  | Dune Buggy Puma                 |
| 4        | Familiari       | 4 maggio 2020   | Fiat Marea                     | Toyota Avensis Verso            |
| 5        | Tuning          | 11 maggio 2020  | Peugeot 206                    | Mini R56 JCW LCI                |
| 6        | Alfisti         | 18 maggio 2020  | Alfa Romeo 75 Twin Spark       | Alfa Romeo 145 Quadrifoglio     |
| 7        | Auto d'epoca    | 25 maggio 2020  | Volkswagen Maggiolino del 1972 | Fiat 500 del 1968               |
| 8        | Auto sportive   | 1 giugno 2020   | Fiat 124 Abarth del 2016       | Fiat 124 Spider Abarth del 2017 |
| 9        | 4 x 4           | 8 giugno 2020   | Land Rover Defender 90         | Jeep CJ-5 Renegade              |

### Seconda edizione
| Episodio | Titolo                              | Prima TV Italia  | Auto in sfida                  | Auto in sfida         |
| -------- | ----------------------------------- | ---------------- | ------------------------------ | --------------------- |
| 1        | Le signore del fango                | 18 ottobre 2020  | Lancia Delta Integrale         | Toyota Celica         |
| 2        | Abarth senza tempo                  | 25 ottobre 2020  | Abarth 595                     | Fiat Ritmo 130 Abarth |
| 3        | Piccole pesti                       | 31 ottobre 2020  | Alfa Romeo Zagato              | Lancia Fulvia         |
| 4        | Spiriti liberi                      | 6 novembre 2020  | Alfa Romeo Spider Duetto       | Mazda MX-5 Grand Tour |
| 5        | Sfida in famiglia                   | 13 novembre 2020 | Porsche Macan S                | Porsche 911 Targa     |
| 6        | Delitto perfetto                    | 22 novembre 2020 | Alfa Romeo Giulia Quadrifoglio | BMW M4 coupé          |
| 7        | Le eterne incomprese                | 28 novembre 2020 | Lancia Delta HPE HF Turbo      | Fiat Coupé Turbo Plus |
| 8        | Duri e puri                         | 5 dicembre 2020  | Fiat Panda 4x4                 | Suzuki Jimny          |
| 9        | le HulkHogan dell'asfalto           | 12 dicembre 2020 | Toyota GT86                    | Mazda RX8             |
| 10       | La rivincita del brutto anatroccolo | 19 dicembre 2020 | Fiat Duna                      | Lada 2101             |